# Der Partyführer
Der Partyführer is het debuut van Ragnar Grímsson. De groep zoekt verschillende talen op met nummers in het Duits, Nederlands en Zweeds en een instrumentaal nummer met een titel in het IJslands. Stadsgenoot l'Enfant Avant werkte mee aan het nummer Der Walhalla Tanztoben.

## Tracklist
1. Der Partyführer
2. Een zachte g dat zit nooit mee
3. Walz der Deutschen
4. Fullkominn gefins
5. Der Walhalla Tanztoben (ft. l'Enfant Avant)
6. Den här datorn
7. Tre kaffe och en kadaver
8. Je kunt een kind wel uit Limburg halen maar hoe haal je Limburg uit een kind?
9. Ik weet dat je me haat
10. Kärlek
11. Het goede pad
12. Die Geschirrspülmaschine ist der beste Kinderfreund
13. Twintig bloemen voor je moeder